# Douzième gouvernement de Croatie
République de Croatie
XIe XIIIe
Le douzième gouvernement de Croatie (en croate : Dvanaesta Vlada Republike Hrvatske) est le gouvernement de la République de Croatie entre le 23 décembre 2011 et le 22 janvier 2016, durant la septième législature de la Diète.

## Coalition et historique
Dirigé par le nouveau Premier ministre social-démocrate Zoran Milanović, ce gouvernement est constitué par le Parti social-démocrate de Croatie (SDP), le Parti populaire croate - Démocrates libéraux (HNS) et la Diète démocratique istrienne (IDS), qui disposent ensemble de 79 députés sur 151 à la Diète, soit 52,3 % des sièges. Il dispose du soutien sans participation du Parti croate des retraités (HSU), qui détient 1 siège de député. Le SDP, le HNS, l'IDS et le HSU forment ensemble la « coalition Cocorico ».

### Formation
Il a été formé à la suite de la victoire de la coalition aux élections législatives du 4 décembre 2011 et succède au onzième gouvernement, dirigé par Jadranka Kosor et soutenu par l'Union démocratique croate (HDZ) et le Parti paysan croate (HSS), de centre droit. Lors de ce scrutin, le SDP, qui a déjà dirigé le gouvernement entre 2000 et 2003, prend la première place des forces politiques, reléguant pour la première fois depuis 1990 la HDZ au rang de deuxième parti du Parlement.

### Succession
Au cours des élections législatives du 8 novembre 2015, la coalition au pouvoir ne recueille que 58 députés, contre 59 à la coalition emmenée par la HDZ. Le parti Le Pont, arrivé troisième avec 19 députés, choisit finalement de s'associer avec la droite. Le treizième gouvernement est finalement formé le 22 janvier 2016.

## Composition

### Initiale (23 décembre 2011)
| Image | Portefeuille                                                                     | Nom | Nom                                                        | Parti |
| ----- | -------------------------------------------------------------------------------- | --- | ---------------------------------------------------------- | ----- |
|       | Premier ministre                                                                 |     | Zoran Milanović                                            | SDP   |
|       | Premier vice-Premier ministre                                                    |     | Radimir Čačić (jusqu'au 16/11/2012) Vesna Pusić            | HNS   |
|       | Premier vice-Premier ministre                                                    |     | Radimir Čačić (jusqu'au 16/11/2012) Vesna Pusić            | HNS   |
|       | Vice-Premier ministre Ministre de la Politique sociale et de la Jeunesse         |     | Milanka Opačić                                             | SDP   |
|       | Vice-Premier ministre Chargé des Affaires intérieures, étrangères et européennes |     | Neven Mimica (jusqu'au 30/06/2013)                         | SDP   |
|       | Vice-Premier ministre Ministre du Développement régional et des Fonds européens  |     | Branko Grčić                                               | SDP   |
|       | Vice-Premier ministre (à partir du 15/07/2013) Ministre de l'Intérieur           |     | Ranko Ostojić                                              | SDP   |
|       | Ministre de l'Économie                                                           |     | Radimir Čačić (jusqu'au 16/11/2012) Ivan Vrdoljak          | HNS   |
|       | Ministre de l'Économie                                                           |     | Radimir Čačić (jusqu'au 16/11/2012) Ivan Vrdoljak          | HNS   |
|       | Ministre des Finances                                                            |     | Slavko Linić (jusqu'au 14/05/2014) Boris Lalovac           | SDP   |
|       | Ministre des Finances                                                            |     | Slavko Linić (jusqu'au 14/05/2014) Boris Lalovac           | SDP   |
|       | Ministre de la Défense                                                           |     | Ante Kotromanović                                          | SDP   |
|       | Ministre des Affaires étrangères et européennes                                  |     | Vesna Pusić                                                | HNS   |
|       | Ministre de la Justice                                                           |     | Orsat Miljenić                                             | Aucun |
|       | Ministre de l'Administration publique                                            |     | Arsen Bauk                                                 | SDP   |
|       | Ministre de l'Entrepreneuriat et du Commerce                                     |     | Gordan Maras                                               | SDP   |
|       | Ministre du Travail et des Retraites                                             |     | Mirando Mrsić                                              | SDP   |
|       | Ministre des Affaires maritimes, des Transports et des Infrastructures           |     | Zlatko Komadina (jusqu'au 18/04/2012) Siniša Hajdaš Dončić | SDP   |
|       | Ministre de l'Agriculture                                                        |     | Tihomir Jakovina                                           | SDP   |
|       | Ministre du Tourisme                                                             |     | Veljko Ostojić (jusqu'au 19/03/2013) Darko Lorencin        | IDS   |
|       | Ministre du Tourisme                                                             |     | Veljko Ostojić (jusqu'au 19/03/2013) Darko Lorencin        | IDS   |
|       | Ministre de l'Environnement et de la Protection de la Nature                     |     | Mirela Holy (jusqu'au 13/06/2012) Mihael Zmajlović         | SDP   |
|       | Ministre de l'Environnement et de la Protection de la Nature                     |     | Mirela Holy (jusqu'au 13/06/2012) Mihael Zmajlović         | SDP   |
|       | Ministre des Travaux publics et de l'Aménagement du territoire                   |     | Ivan Vrdoljak (jusqu'au 16/11/2012) Anka Mrak Taritaš      | HNS   |
|       | Ministre des Travaux publics et de l'Aménagement du territoire                   |     | Ivan Vrdoljak (jusqu'au 16/11/2012) Anka Mrak Taritaš      | HNS   |
|       | Ministre des Anciens combattants                                                 |     | Predrag Matić                                              | Aucun |
|       | Ministre de la Santé                                                             |     | Rajko Ostojić                                              | SDP   |
|       | Ministre de la Science, de l'Éducation et des Sports                             |     | Željko Jovanović                                           | SDP   |
|       | Ministre de la Culture                                                           |     | Andrea Zlatar Violić                                       | HNS   |

### Remaniement du18 juin 2014
- Les nouveaux ministres sont indiqués en gras, ceux ayant changé d'attribution en italique.

| Image | Portefeuille                                                                    | Nom | Nom                                        | Parti |
| ----- | ------------------------------------------------------------------------------- | --- | ------------------------------------------ | ----- |
|       | Premier ministre                                                                |     | Zoran Milanović                            | SDP   |
|       | Première vice-Première ministre Ministre des Affaires étrangères et européennes |     | Vesna Pusić                                | HNS   |
|       | Vice-Premier ministre Ministre de la Politique sociale et de la Jeunesse        |     | Milanka Opačić                             | SDP   |
|       | Vice-Premier ministre Ministre du Développement régional et des Fonds européens |     | Branko Grčić                               | SDP   |
|       | Vice-Premier ministre Ministre de l'Intérieur                                   |     | Ranko Ostojić                              | SDP   |
|       | Ministre des Finances                                                           |     | Boris Lalovac                              | SDP   |
|       | Ministre de la Défense                                                          |     | Ante Kotromanović                          | SDP   |
|       | Ministre de l'Économie                                                          |     | Ivan Vrdoljak                              | HNS   |
|       | Ministre de la Justice                                                          |     | Orsat Miljenić                             | Aucun |
|       | Ministre de l'Administration publique                                           |     | Arsen Bauk                                 | SDP   |
|       | Ministre de l'Entrepreneuriat et du Commerce                                    |     | Gordan Maras                               | SDP   |
|       | Ministre du Travail et des Retraites                                            |     | Mirando Mrsić                              | SDP   |
|       | Ministre des Affaires maritimes, des Transports et des Infrastructures          |     | Siniša Hajdaš Dončić                       | SDP   |
|       | Ministre de l'Agriculture                                                       |     | Tihomir Jakovina                           | SDP   |
|       | Ministre du Tourisme                                                            |     | Darko Lorencin                             | IDS   |
|       | Ministre de l'Environnement et de la Protection de la Nature                    |     | Mihael Zmajlović                           | SDP   |
|       | Ministre des Travaux publics et de l'Aménagement du territoire                  |     | Anka Mrak Taritaš                          | HNS   |
|       | Ministre des Anciens combattants                                                |     | Predrag Matić                              | Aucun |
|       | Ministre de la Santé                                                            |     | Siniša Varga                               | SDP   |
|       | Ministre de la Science, de l'Éducation et des Sports                            |     | Vedran Mornar                              | Aucun |
|       | Ministre de la Culture                                                          |     | Andrea Zlatar Violić (jusqu'au 25/03/2015) | HNS   |
|       | Ministre de la Culture                                                          |     | Berislav Šipuš                             | Aucun |